# كأس الإمبراطور 1994
كأس الإمبراطور 1994 (باليابانية: 第74回天皇杯全日本サッカー選手権大会) هو الموسم 74 من كأس الإمبراطور. أشرف على تنظيمه اتحاد اليابان لكرة القدم، وكان عدد الأندية المشاركة فيه 32، وفاز فيه شونان بلمار.